# Campeonato Mundial de Halterofilia de 1913
El XIX Campeonato Mundial de Halterofilia se celebró en Breslau (Alemania, actual Breslavia en Polonia) entre el 28 y el 29 de julio de 1913 bajo la organización de la Federación Internacional de Halterofilia (IWF) y la Federación Alemana de Halterofilia.
En el evento participaron 40 halterófilos de 4 federaciones nacionales afiliadas a la IWF.

## Medallistas
| Evento | Oro                          | Plata                      | Bronce                  |
| ------ | ---------------------------- | -------------------------- | ----------------------- |
| 60 kg  | Emil Kliment Austria         | Piotr Cherudzinski · Rusia | Georg Vogel Alemania    |
| 70 kg  | Wilhelm Köhler Alemania      | Karl Samfaß Alemania       | Karl Swoboda Austria    |
| 80 kg  | Leopold Hennermüller Austria | Hans Abraham Alemania      | Josef Buchegger Austria |
| +80 kg | Josef Grafl Austria          | Berthold Tandler Austria   | Yan Krause · Rusia      |

## Medallero
| Núm. | País     | Oro | Plata | Bronce | Total |
| ---- | -------- | --- | ----- | ------ | ----- |
| 1    | Austria  | 3   | 1     | 2      | 6     |
| 2    | Alemania | 1   | 2     | 1      | 4     |
| 3    | Rusia    | 0   | 1     | 1      | 2     |
|      | TOTAL    | 4   | 4     | 4      | 12    |